# واید اوپن وست
واید اوپن وست (انگلیسی: Wide Open West) شرکت مخابرات آمریکایی است، که در سال ۱۹۹۶ تأسیس شد.